# Japonské jméno
Japonské jméno se v současnosti skládá z příjmení a rodného jména. Části jména se vyskytují v tomto pořadí (ovšem v západním světě se pořadí často převrací), jak je obvyklé pro jména východního kulturního okruhu, ovšem od velmi vlivného systému čínských jmen se ten japonský výrazně odlišuje. Jména se zapisují kandži (často s japonskou výslovností, ovšem jistou těžkost způsobuje užívání jiných výslovností (sinojaponské, nanori, jinak nepravidelné), které není výjimečné), ovšem vyloučené není ani užívání kany. V japonských osobních jménech (v rodných i v příjmeních) se mohou vyskytovat kandži, používané pouze pro jména. Ani výslovnost sama o sobě, ani zápis sám o sobě nezaručuje jednoznačnost: stejně vyslovovaná různá jména mohou být zapsána různě, v jiném případě totožně zapsaná různá jména mohou být různě vyslovována. Některá příjmení, řidčeji i osobní jména mohou být totožná s názvy sídel, řek či jinými pomístními názvy. Použití kany může být z různých důvodů: jednak ve funkci okurigany, jednak u jmen, která by jinak mohla být zapsána kandži, ale podle přání je zapsána pouze výslovnost, případně pokud kandži, kterými by jméno mělo být zapsáno, nejsou úředně povoleny.
Struktura dvoučlenného osobního jména sestávající z dědičného příjmení a daného rodného jména byla definitivně vymezena poměrně pozdě, reformami Meidži (a např. členové japonské císařské dynastie užívají pouze daná jména). Příjmení jsou doposud v Japonsku velmi rozmanitá. Mezi nejčastější patří Sató, Suzuki, Takahaši.